# Artur K. Führer
Artur K. Führer (* 12. Oktober 1929 in Großensee (Thüringen); † 6. Juli 2016 in Bottrop) war ein deutscher Künstler und Autor.

## Leben
Artur Führer wurde 1929 in dem Dorf Großensee in Thüringen als Sohn eines Landwirtes geboren. Im Alter von 15 Jahren wurde er für den Kriegsdienst eingezogen und konnte daher erst 1948 sein Abitur ablegen. Die Mutter betätigte sich als Dorfdichterin und Führer begann sich bereits im Kindesalter für die Dichtkunst zu interessieren. Er begann zunächst in Halle Germanistik und Philosophie zu studieren, wurde wegen  Spionageverdachtes inhaftiert, kam jedoch nach 74 Tagen frei. Aus Angst vor weiteren Repressalien in der sowjetisch besetzten Zone zog Führer in das Ruhrgebiet und setzte sein Studium in Köln fort. Dort lernte Artur Führer 1953 seine spätere Ehefrau kennen; aus der Ehe ging ein Sohn hervor.
Von Ende der 1960er bis Mitte der 1970er Jahre nahm er mit seinen Schwarz-Weiß-Objekten und Grafiken an diversen Kunstausstellungen innerhalb Deutschlands teil. Geprägt von seiner Jugend im Nationalsozialismus und dem Beginn der SED-Diktatur war Führer zeit seines Lebens ein politisch denkender und engagierter Künstler. Seine literarische Arbeit umfasste vor allem Gedichte und Zeitzeugengeschichten – in denen er sich als Mahner gegen Gewalt und für Menschenrechte einsetzte. Neben seiner künstlerischen Arbeit war er auch als Galerist tätig. Mit einem Partner gründete er 1961 das Kunst- und Literatur-Kontor Bottrop – auch bekannt als Galerie-7, in der er über 200 Ausstellungen kuratierte. Über den Räumen der Galerie vertrieb Josef „Biby“ Wintjes seine Kulturzeitschrift „Ulcus Molle“, die sich der deutschen und amerikanischen Underground-Literatur widmete. Parallel dazu organisierte und moderierte Führer im Namen der VHS weit über 500 Literaturveranstaltungen, mit bekannten und weniger bekannten Autorinnen und Autoren aus NRW, aber auch aus anderen Bundesländern, die er zu Lesung und Diskussion nach Bottrop einlud. Er wurde mehrfach ausgezeichnet; Bundespräsident Richard von Weizsäcker verlieh ihm das Bundesverdienstkreuz. Artur K. Führer starb 2016 im Alter von 85 Jahren in Bottrop/Ruhrgebiet an einem Krebsleiden.

## Veröffentlichungen
- Gefahr im Zenith. Kritische Lyrik. 1958 – Diagnosen. Lyrik. 1965 – issa. Bottrop 1969 – haiku, haiku, haiku. [Hg. und Geleitwort von G. Pratschke.] Wien: Europ. Verlag 1970
- Gogo 50221, 50221 mehr 50221, gogo 50221, 50221 mehr 50221. Kurze Prosa, Lyrik, Aphorismen [codierte Texte für das erste lit. Happening]. Berlin: Omnia 1971
- Spurenwechsel. Aphorismen. Essen 1975
- Der Zaubersack. Essen 1978
- Bin bei dir. Kurzlyrik. Bottrop 1987
- Karibu Kilimanjaro. Erlebnisprosa. Gladbeck 1991
- Ich fliege ins All. Traum, Wunsch, Wirklichkeit. Hg. vom Literaturbüro Ruhrgebiet, Bottrop. Essen: Runzheimer [1992]
- Zwischen Abschied und Wiederkehr. Poeme (1945–93). Eine Auswahl. Hg. vom Literaturbüro Ruhrgebiet, Bottrop. Ebd. 1994
- Ring frei. Runde A... bis Runde Z. Kleines Taschenbuch Boxen. Lexikonoid. Ebd. 1997
- Im Todestrakt von Texas. Erlebnisprosa. Ebd. 1999
- So war’s! Eine roman-oide Zeitzeugen-Publikation. Eftalogie. Ebd. o. J.
- Heimkehr nach Halle. Runzheimer 2000
- ... nur Fliegen ist schöner. Ebd. 2000
- Denken erhält jung ... a.f.orismen 1968-1999. Ebd. 2000.[4]

## Auszeichnungen
- Objektstipendium Szene Rhein-Ruhr (Folkwang Essen) (1974)
- Mona-Lisa-Preis (Duisburg, mit Hans Stilett)
- Goldmünze der Stadt Bottrop (1979)
- Grenzschreiber des Grenzabschnitts Hessen/Thüringen (1977–1989)
- Kulturpreis (Bereich Ruhrgebiet der Ph-Industrie-Stiftung) und Mexikoaufenthalt
- Bundesverdienstkreuz zum Verdienstorden (1987)[4]
- Luftikus-Preis für Sport-Prosa (1987)
- Dorfschreiber des Heimat- und Kulturvereins Großensee (1989–1999)
- Hafiz-Literaturpreis (1992)
- Ernennung zum Box-Poet für spannende Boxer-Prosa (1993)
- Ingeborg Drewitz-TK-Preis
- „International Award für Menschenrechte“